# Saint-Chamassy
Saint-Chamassy är en kommun i departementet Dordogne i regionen Nouvelle-Aquitaine i sydvästra Frankrike. Kommunen ligger i kantonen Saint-Cyprien som tillhör arrondissementet Sarlat-la-Canéda. År 2022 hade Saint-Chamassy 496 invånare.

## Befolkningsutveckling
Antalet invånare i kommunen Saint-Chamassy
Referens:INSEE